# Nowotułka (obwód samarski)
Nowotułka (ros. Новотулка) – wieś (sieło) w Rosji, w obwodzie samarskim, w rejonie chworostiańskim. W 2010 liczyła 1075 mieszkańców.